# مالتيزرز

صورة لباكيت حلوى مالتيزرز

مالتيزرز (بالإنجليزية: Maltesers)‏ هي منتج من الشوكلاته بالحليب أنتج عام 1936 بواسطة شركة مارس الأمريكية.

## المنتَج
يتكون مالتيزرز من كرات من الشوكلاته بشكل عام. وكل كرة تتكون من حوالي ملت واحد وحلوى الإسفنج محاط بشوكلاته الحليب ومالتيزرز من أكثر الحلويات شعبية في المملكة المتحدة وأستراليا وأيرلندا. يعبى مالتيزرز بأشكال وأحجام مختلفة فمنها أكياس البلاستيك ذات الحجم الصغير وذات الحجم الكبير وتأتي أيضاً معبئة في صناديق ودلاء حمراء منها المتوسط ومنها الكبير.

## التركيب
حلوى المالتيزرز عبارة عن شوكلاته بالحليب بنسبة 75%
تتكون من:
- سكر بنسبة xxx%
- جوامد الحليب
- زبدة الكاكاو
- فول الصويا
- المنكهات
- القمح
- الجلوكوز
- شراب الشعير
- ملت
- جزئيات الهدرجة
- دهن نباتي
- غلوتين القمح
- بكتين
- ملح

لكل 100 غرام:.
- 2100 كيلو جول
- 502 سعر حراري
- 6.5 بروتين
- 66.8 كاريو هايدرات
- 55.5 سكر
- 0.12 صوديوم
- 130 سعره حراريه

## التاريخ
قام فورست مارس بإنتاج مالتيزرز لأول مرة عام 1936م وكانت تعرف وقت إنتاجها بـ «كرات الطاقة» ثم سميت باسمها الحالي «حقيبة السفر» مأخوذة من عبارة ملت الذي هو من مكوناتها الأساسية. والشعار الحالي لمالتيزرز هو «الوسيلة الأخف للتمتع بالشوكلاته». وقد كان سابقاً لها شعرات عديدة من ضمنها لا للشوكلاته العادية وغيرها الكثير من الشعارات التي ظهرت للترويج.